# Toftum Skole

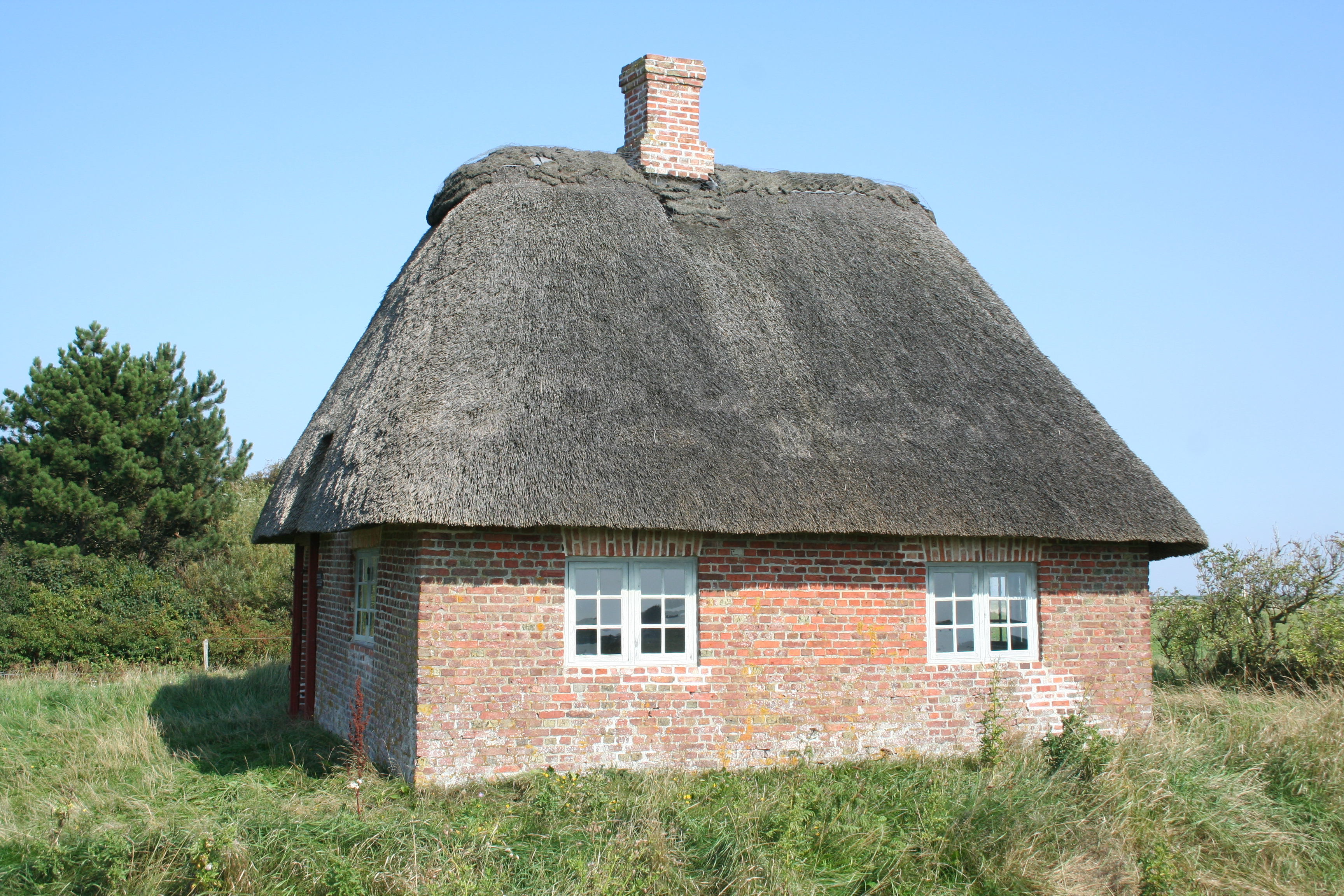
Toftum Skole, Rømø

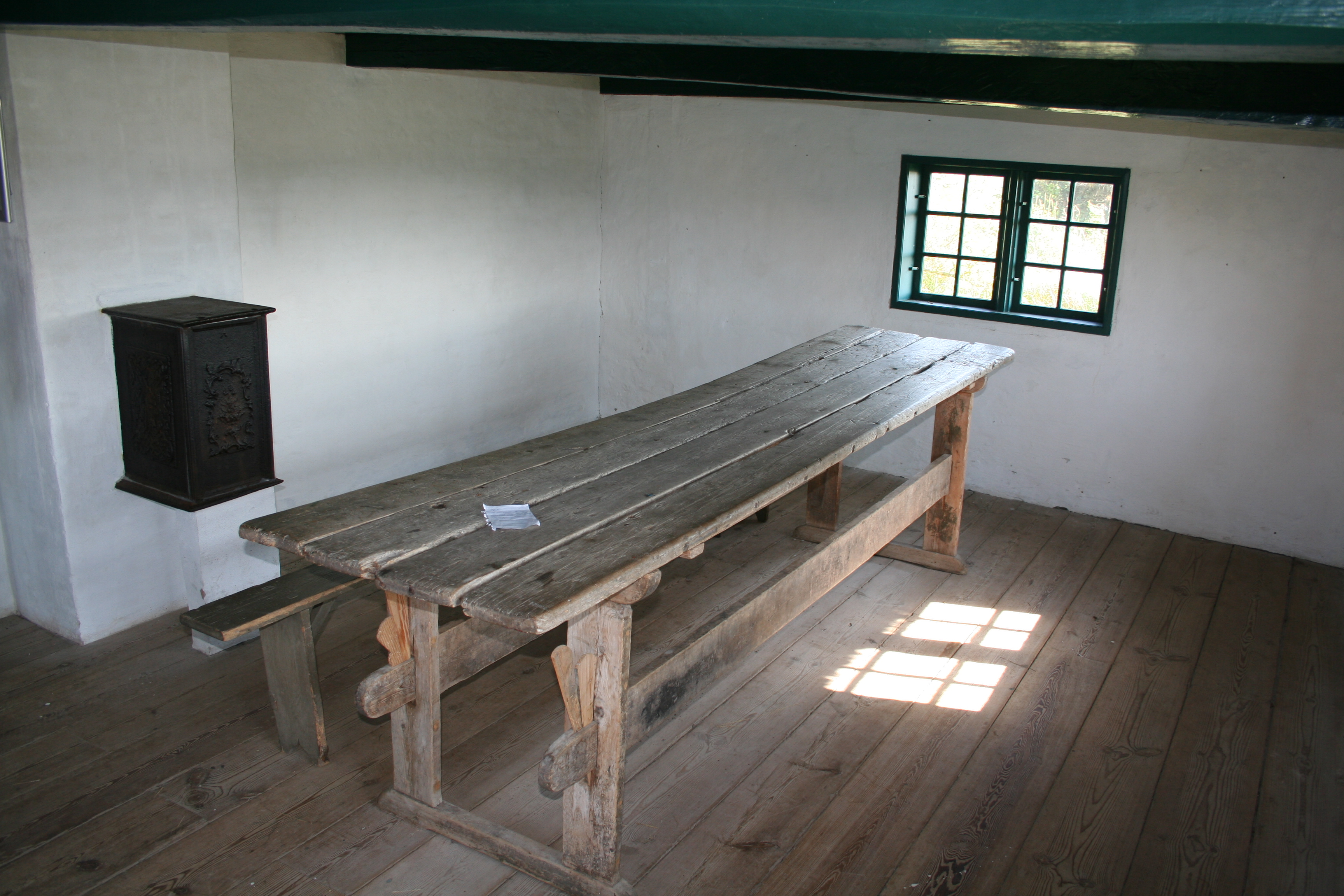
Das einzige Klassenzimmer der Schule

Die Toftum Skole (deutsch Schule Toftum) auf der dänischen Nordseeinsel Rømø (Röm) zählt zu den kleinsten Schulgebäuden Dänemarks. Das reetgedeckte Schulgebäude von 1784 verfügte über ein einziges Klassenzimmer, in dem zeitweise bis zu 40 Jungen und Mädchen Platz finden mussten. Ein Nebenraum war für Heizmaterial vorgesehen, vor allem Torf. 1874 zog die Schule in einen größeren Neubau.
Die Schule Toftum liegt neben dem Pachthof Kommandørgården von 1749/70. Beide Gebäude gehören heute zum dänischen Nationalmuseum.

## Geschichte
1784 beschlossen die Bewohner der Dörfer Toftum und Juvre den Bau einer Schule. Noch im selben Jahr war der Bau fertiggestellt. Durch den Wohlstand, den die Kapitäne der Insel nach Rømø brachten, war es möglich, die Kosten aufzubringen. Der Lehrer wurde von den Eltern zunächst mit Geld und Naturalien (wie zum Beispiel ein warmes Mittagessen täglich) entlohnt. Da der erste Lehrer, Kapitän Peter Nielsen Wirth, selbst Bauer war, wurde später auf die Bezahlung mit Lebensmitteln verzichtet. Er unterrichtete bis 1820, 36 Jahre lang.
Kleinere Kinder oder Schüler mit weniger Unterrichtsstunden konnten als „halbe“ oder „Viertelkinder“ eingeschrieben werden und hatten dadurch geringere Abgaben zu leisten. Die Jungen hatten reihum Heizmaterial wie Holz, Heidekraut und Torf mitzubringen, während die Mädchen reihum das Klassenzimmer zu reinigen hatten.